# Boss Drum
Albums de The Shamen
En Tact
(1990) Axis Mutatis
(1995)
Boss Drum est un album des Shamen sorti en 1992 contenant le hit controversé Ebeneezer Goode.

## Track listing
1. "Boss Drum" – 6:26
2. "L.S.I.: Love Sex Intelligence" – 3:43
3. "Space Time" – 4:58
4. "Librae Solidi Denari" – 5:26
5. "Ebeneezer Goode" – 6:12
6. "Comin' On" – 4:27
7. "Phorever People" – 4:52
8. "Fatman" – 5:39
9. "Scientas" – 5:38
10. "Re:Evolution" (avec Terence McKenna) – 8:22
11. "Boss Dub" – 5:19
12. "Phorever Dub" – 3:53

- (en) Cet article est partiellement ou en totalité issu de l’article de Wikipédia en anglais intitulé « Boss Drum » (voir la liste des auteurs).